# Jane Connell
Jane Connell (27 de octubre de 1925 - 23 de septiembre de 2013) fue una actriz de carácter estadounidense. Nació como Jane Bennett Sperry en Berkeley, California, y sus padres fueron Wesley Louis y Mary (née Sperry) Bennett.
Se casó con William Gordon Connell, conocido profesionalmente como Gordon Connell, un actor y músico, con quien tuvo dos hijas, Melissa y Margaret. Comenzó su carrera con su marido, que trabaja en esos centros nocturnos de San Francisco como The Purple Onion and The Hungry I.
Finalmente, la pareja se mudó a Nueva York, donde Connell hizo su debut off-Broadway en 1955 en el reestreno de La ópera de los tres centavos, un éxito de larga duración en el Teatro de Lys. En la producción de Londres de Once Upon a Mattress, Connell interpretó a Winifred, el papel que hizo Carol Burnett una estrella de Broadway. Connell tuvo un gran éxito en 1966 cuando fue elegida como Agnes Gooch en Mame de Jerry Herman.
Se recreó el papel en la adaptación cinematográfica de 1974 de Mame, después de que la estrella de la película, Lucille Ball, quedó insatisfecha con Madeline Kahn, que había firmado originalmente para actuar como Gooch.
Connell murió en septiembre de 2013, a los 87 años de edad.